# 델라웨어 회사법
델라웨어 일반 회사법(Delaware General Corporation Law)은 델라웨어 주법 제8편 제1장에 규정된 미국 델라웨어주의 회사법을 관장하는 법률이다. 20세기 초부터 델라웨어주는 미국 회사법에 있어 가장 중요한 사법 관할로, 현재 미국 공개 회사의 50% 이상, 포춘 500 기업의 60% 이상이 델라웨어주에 등록되어 있다.
이로 인해 델라웨어 회사법은 미국 뿐만 아니라 전세계 회사법의 모범으로, 많은 국가들이 회사법에 있어 델라웨어 회사법을 참고하고 있다. 또한 대부분의 미국 법인들이 델라웨어주에 기반하고 있기 때문에, 미국 기업이 얽힌 국제적인 인수합병에서도 델라웨어 회사법이 법적 근거가 되는 경우가 많다.

## 역사
델라웨어는 20세기 초부터 기업 피난처로서의 위치를 확립하였다. 19세기 말에 뉴저지주가 친기업 정책을 써서 뉴욕의 기업들을 대거 유치하였던 사례를 참고하여, 델라웨어주는 1899년 3월 10일 일반 법인 설립법(General incorporation act)을 제정하여 적극적인 기업 유치를 시도하였다. 델라웨어의 일반 법인 설립법은 델라웨어주 내에서 자금을 모으고 주 정부 측에 법인 설립 서류만 등록하면 누구나 법인 설립이 가능하게 하여, 델라웨어주는 미국 내 많은 기업들을 유치할 수 있었다.

## 세금 혜택
델라웨어주는 미국에서 가장 조세 부담이 적은 주이다. 델라웨어 회사법에 의하면, 델라웨어주 내에서 영업하지 않는 기업들은 소득세를 낼 필요가 없기 때문에, 델라웨어주에 법인 설립만 해놓은 기업들은 세금을 내지 않고 델라웨어 회사법의 여러 가지 혜택을 볼 수 있다. 이에 따라, 델라웨어 회사법이 주는 여러 가지 세금 혜택과 법인에 유리한 법적 근거 때문에, 미국의 기업들은 작은 주인 델라웨어주에 법인 설립만 해놓고 다른 주에서 기업을 운영하는 경우가 많다.

## 같이 보기
- 코퍼레이션